# Reprezentacja Irlandii w piłce wodnej mężczyzn
Reprezentacja Irlandii w piłce wodnej mężczyzn – zespół, biorący udział w imieniu Irlandii w meczach i sportowych imprezach międzynarodowych w piłce wodnej, powoływany przez selekcjonera, w którym mogą występować wyłącznie zawodnicy posiadający obywatelstwo irlandzkie. Za jej funkcjonowanie odpowiedzialny jest Irlandzki Związek Piłki Wodnej (IWPA), który jest członkiem Międzynarodowej Federacji Pływackiej.

## Historia
W 1924 reprezentacja Irlandii rozegrała swój pierwszy oficjalny mecz w igrzyskach olimpijskich.

## Udział w turniejach międzynarodowych

### Igrzyska olimpijskie
Reprezentacja Irlandii 2 razy występowała na Igrzyskach Olimpijskich. Najwyższe osiągnięcie to 12. miejsce w 1928 roku

### Mistrzostwa świata
Dotychczas reprezentacji Irlandii żadnego razu nie udało się awansować do finałów MŚ.

### Puchar świata
Irlandia żadnego razu nie uczestniczyła w finałach Pucharu świata.

### Mistrzostwa Europy
Irlandzkiej drużynie 2 razy udało się zakwalifikować do finałów ME. Najwyższe osiągnięcie to 15. miejsce w 1966 i 1970 roku